# WTFPL
Die WTFPL (Do What The Fuck You Want To Public License) ist eine Public-Domain-artige Softwarelizenz. Wie der Name der Lizenz (auf Deutsch: Mach-was-du-verdammt-nochmal-willst-Lizenz) bereits deutlich macht, ist ihr Ziel keinerlei Auflagen zu machen, was die Verwendung der ihr unterliegenden Software betrifft (Public Domain). Banlu Kemiyatorn veröffentlichte im März 2000 die erste Version 1.0 und verwendete sie als Lizenz für eigens erstellte Grafiken im Window-Maker-Projekt.
Sam Hocevar, ein französischer Programmierer und ehemaliger Leiter des Debian-Projekts (17. April 2007 bis 16. April 2008), schrieb Version 2.0, deren Inhalt ein Copyright-Hinweis und die einzige Bedingung zu tun was man verdammt nochmal tun will sind. Sie wird in der Version 2 von der Free Software Foundation als GPL-kompatible Lizenz für freie Software anerkannt, allerdings nicht empfohlen. Zu bevorzugen seien die vergleichbaren Lizenzen MIT oder Apache 2.0, oder aber die Nutzung einer Copyleft-Lizenz. Um ein Werk ohne Einschränkungen als Public Domain freizugeben, wird die CC0 empfohlen, da diese speziell für Kompatibilität mit den verschiedenen internationalen Rechtssystemen geschrieben wurde (im Gegensatz zur WTFPL, deren Rechtsverbindlichkeit im Klagefall unklar ist).

## Lizenz
```
            DO WHAT THE FUCK YOU WANT TO PUBLIC LICENSE
                    Version 2, December 2004

 Copyright (C) 2004 Sam Hocevar
  14 rue de Plaisance, 75014 Paris, France
 Everyone is permitted to copy and distribute verbatim or modified
 copies of this license document, and changing it is allowed as long
 as the name is changed.

            DO WHAT THE FUCK YOU WANT TO PUBLIC LICENSE
   TERMS AND CONDITIONS FOR COPYING, DISTRIBUTION AND MODIFICATION

  0. You just DO WHAT THE FUCK YOU WANT TO.

```

## Verwendung der Lizenz
Bisher wurde die Lizenz für wenige Projekte verwendet. Auf der Webseite Freecode, von der zahlreiche freie Softwarepakete bezogen werden können, stehen etwa 43 Projekte unter der WTFPL.
Auf GitHub werden mehr als 32.000 Projekte unter dieser Lizenz gehostet.